# Triplasis americana
Triplasis americana là một loài thực vật có hoa trong họ Hòa thảo. Loài này được P.Beauv. miêu tả khoa học đầu tiên năm 1812.